# 4-ethylfenol
4-Ethylfenol (zkráceně 4-EP) je organická sloučenina, derivát fenolu.

## Výskyt
Ve víně a pivu vzniká 4-ethylfenol činností kvasinek Brettanomyces. Pokud jeho koncentrace dosáhne smysly postřehnutelných hodnot (nad 140 µg/l), může vínu dodat různá aromata. V některých belgických pivních stylech je žádoucí vysoký obsah 4-EP; velmi vysoký obsah této látky ve vínu by jej však učinil nepitelným. Koncentrace 4-ethylfenolu je přímo úměrná koncentraci a aktivitě Brettanomyces a lze ji použít jako indikátor přítomnosti kvasinek. Mezi jednotlivými druhy Brettanomyces jsou významné rozdíly ve schopnosti produkovat 4-ethylfenol.
4-EP je také složkou kastorea, výměšku análních pachových žláz bobra evropského a bobra kanadského, který se používá na výrobu parfémů.

## Biochemie

Přeměna kyseliny p-kumarové na 4-ethylfenol u kvasinek Brettanomyces

4-Ethylfenol je biosyntetizován z kyseliny p-kumarové. Brettanomyces přeměňuje tuto kyselinu na 4-vinylfenol pomocí enzymu cinamát dekarboxylázy, 4-vinylfenol je následně vinylfenolreduktázou redukován na 4-ethylfenol. Kyselina kumarová se občas přidává do mikrobiologických médii, což umožňuje identifikovat přítomnost Brettanomyces podle zápachu.